# Ernst Bäckström
Ernst Gustav Bäckström, född 2 oktober 1882 i Dalsbruk, Dragsfjärd, död 30 april 1963 i Helsingfors, var en finländsk ingenjör.
Ernst Bäckström var 1917–1959 chefsingenjör vid Sandvikens Skeppsdocka och Mekaniska Verkstad i Helsingfors (från 1926 ägd av Maskin och Bro). Han gjorde sig känd som konstruktör av isbrytare och tilldelades professors titel 1954.